# هری جانسون (بازیکن فوتبال، زاده ۱۹۱۳)
هری جانسون (انگلیسی: Harry Johnson; ۸ اوت ۱۹۱۳ – ۱۹۷۶ (۶۲−۶۳ سال)) بازیکن فوتبال اهل بریتانیا بود.
از باشگاه‌هایی که در آن بازی کرده‌است می‌توان به باشگاه فوتبال پورت ویل، باشگاه فوتبال هارتل پول یونایتد، و باشگاه فوتبال نیوکاسل یونایتد اشاره کرد.